# Alder Lake
Tiger Lake (10 nm, portables)
Rocket Lake (14 nm, PC de bureau) Raptor Lake

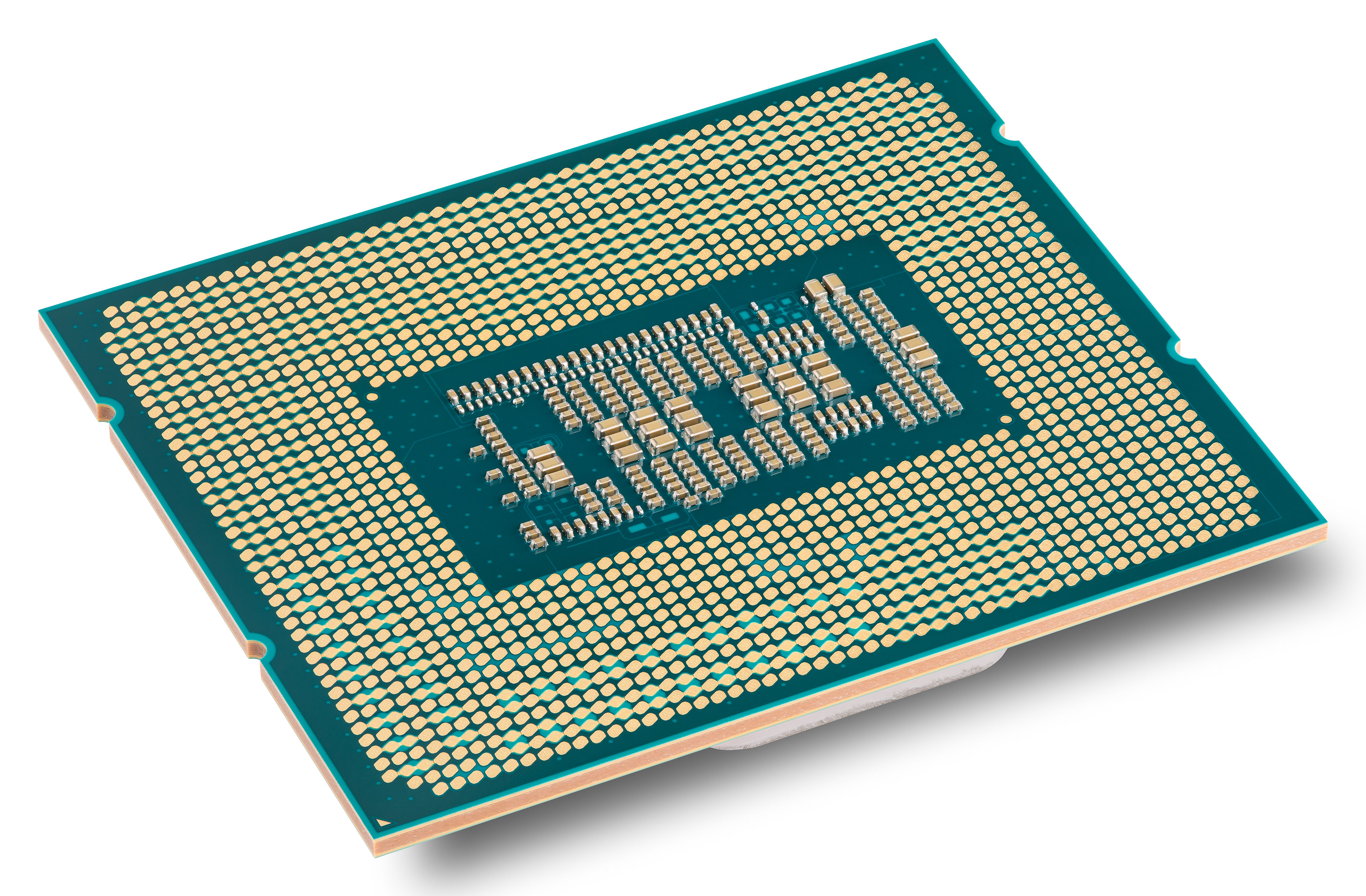
Processeur i7-12700K Alder Lake en perspective

Alder Lake est le nom de code d'Intel pour sa douzième génération de microprocesseurs de la famille Core lancée le 4 novembre 2021.

## Architecture
Ces nouveaux processeurs ont une architecture dite hybride, c'est-à-dire que les processeurs sont dotés de cœurs haute performance (nommés P-Cores) utilisant la microarchitecture Golden Cove et de cœurs basse consommation (E-Cores) utilisant la microarchitecture Gracemont.
Ces processeurs utilisent le socket LGA 1700 et possèdent une finesse de gravure de 10 nm (la génération précédente étant en 14 nm), mais le procédé de fabrication utilisera Intel 7, c'est-à-dire que, d'après Intel, ces processeurs conçus en 10 nm sont comparables à des processeurs conçus en 7 nm. Les processeurs supportent la mémoire vive DDR5 et le PCIe 5.0.
Durant l'Intel Architecture Day, la conférence d'Intel ayant pour but de présenter ses nouveaux produits, l'entreprise a promis que les logiciels et les systèmes d'exploitation n'auraient pas besoin de mise à jour pour s'adapter à cette nouvelle architecture hybride. En effet, Intel a présenté l’Intel Thread Director, un composant ayant pour objectif de gérer les différents cœurs sans que les logiciels s'en préoccupent. Cependant, Windows 11 est développé pour optimiser les performances de l’Intel Thread Director.

## Principales caractéristiques

### CPU
- Cœurs haute performance Golden Cove (nommés P-Cores) :
  - Additionneurs à virgule flottante dédiés
  - Nouveau décodeur d'instructions à 6 voies (5 sur Rocket Lake/Tiger Lake) avec la possibilité de récupérer jusqu'à 32 octets d'instructions par cycle (au lieu de 16)
  - 12 ports d'exécution (au lieu de 10)
  - Tampon de réorganisation à 512 entrées (352 auparavant)
  - Allocations de micro-opérations à 6 largeurs (5 auparavant)
  - AVX-VNNI, un variant codé VEX (en) de AVX512-VNNI pour les vecteurs 256 bits
  - AVX-512 est présent mais désactivé par défaut pour correspondre aux capacités des E-cores. Sur les premières révisions des microprocesseurs, il peut toujours être activé sur certaines cartes mères avec certaines versions du BIOS en désactivant les E-cores. Intel a physiquement désactivé AVX-512 sur les révisions ultérieures des processeurs Alder Lake
  - Jusqu'à 18 % d'augmentation des IPC
- Cœurs basse consommation Gracemont (nommés E-Cores) :
  - Agrégé en modules à 4 cœurs avec un cache L2 partagé
  - Tampon de réorganisation à 256 entrées (208 auparavant sur l'architecture Tremont)
  - 17 ports d'exécution (12 auparavant)
  - Instructions AVX2, FMA et AVX-VNNI (256 bits)
  - IPC de type Skylake
- Jusqu'à 1 To/s d'interconnexion entre les cœurs
- Intel Thread Director, qui est un nom commercial pour Enhanced Hardware Feedback Interface (EHFI). Il s'agit d'une technologie matérielle pour aider le planificateur de threads du système d'exploitation avec une répartition plus efficace de la charge entre les cœurs de processeur hétérogènes. L'activation de cette nouvelle fonctionnalité nécessite une prise en charge dans le système d'exploitation.
- 4 à 30 Mo  de cache L3
- Cœurs :
  - Jusqu'à 8 P-cores et 8 E-cores pour les ordinateurs de bureau
  - Jusqu'à 6 P-cores et 8 E-cores pour les ordinateurs portables
  - Jusqu'à 2 P-cores et 8 E-cores pour les ultraportables
  - Seuls les P-cores disposent de l'hyper-threading

### GPU
- Intel Xe (Gen 12.2)
- Jusqu'à 96 UE sur ordinateurs portables et 32 UE sur ordinateurs de bureau

### Entrées-sorties
- Socket LGA 1700 pour les processeurs d'ordinateurs de bureau
- BGA Type3 et Type4 HDI pour les processeurs mobiles
- 20 voies PCIe à partir du processeur
  - 16 voies PCIe 5.0
  - 4 voies PCIe 4.0
- Liaison DMI 4.0 ×8 avec les chipsets Intel PCH série 600
- Support de la mémoire DDR5, DDR4, LPDDR5 et LPDDR4
  - Jusqu'à de la DDR4-3200
  - Jusqu'à de la DDR5-4800
  - XMP 3.0
  - Dynamic Memory Boost
- Support intégral du Thunderbolt 4 et du Wi-Fi 6

### Puces
Pour la génération Alder Lake, Intel a fabriqué 4 puces différentes,. Chaque puce a un nombre différent de P-cores (P), de E-cores (E) et d'unités d'exécution GPU.
| Segment                       | Configuration CPU     | GPU   | Largeur (mm) | Longueur (mm) | Surface (mm2) |
| ----------------------------- | --------------------- | ----- | ------------ | ------------- | ------------- |
| Alder Lake-S (PC bureau)      | 8P + 8E (performance) | 32 EU | 10,5         | 20,5          | 215,25        |
| Alder Lake-S (PC bureau)      | 6P + 0E (économique)  | 32 EU | 10,19        | 15,47         | 157,74        |
| Alder Lake-P (portable)       | 6P + 8E               | 96 EU | 10,62        | 20,45         | 217,18        |
| Alder Lake-U (ultra portable) | 2P + 8E               | 96 EU |              |               |               |

## Liste des processeurs Alder Lake de12egénération

### Processeurs pour PC de bureau (Alder Lake-S)
| Marque de processeur | Modèle  | Cœurs (threads) | Cœurs (threads) | Fréquence d'horloge (GHz) | Fréquence d'horloge (GHz) | Fréquence d'horloge (GHz) | Fréquence d'horloge (GHz) | Fréquence d'horloge (GHz) | GPU     | GPU             | Cache L3 (Mo) | TDP (W) | TDP (W) | Prix (USD)          |
| Marque de processeur | Modèle  | Cœurs (threads) | Cœurs (threads) | Base                      | Base                      | Turbo Boost 2.0           | Turbo Boost 2.0           | Turbo Max 3.0             | GPU     | GPU             | Cache L3 (Mo) | TDP (W) | TDP (W) | Prix (USD)          |
| Marque de processeur | Modèle  | P               | E               | P                         | E                         | P                         | E                         | P                         | Modèle  | Fréq. max (GHz) | Cache L3 (Mo) | Base    | Turbo   | Prix (USD)          |
| -------------------- | ------- | --------------- | --------------- | ------------------------- | ------------------------- | ------------------------- | ------------------------- | ------------------------- | ------- | --------------- | ------------- | ------- | ------- | ------------------- |
| Core i9              | 12900KS | 8 (16)          | 8 (8)           | 3.4                       | 2.5                       | 5.2                       | 4.0                       | 5.3                       | UHD 770 | 1.55            | 30            | 150     | 241     | $739                |
| Core i9              | 12900K  | 8 (16)          | 8 (8)           | 3.2                       | 2.4                       | 5.1                       | 3.9                       | 5.2                       | UHD 770 | 1.55            | 30            | 125     | 241     | $589                |
| Core i9              | 12900KF | 8 (16)          | 8 (8)           | 3.2                       | 2.4                       | 5.1                       | 3.9                       | 5.2                       | NC      | NC              | 30            | 125     | 241     | $564                |
| Core i9              | 12900   | 8 (16)          | 8 (8)           | 2.4                       | 1.8                       | 5.0                       | 3.8                       | 5.1                       | UHD 770 | 1.55            | 30            | 65      | 202     | $489                |
| Core i9              | 12900F  | 8 (16)          | 8 (8)           | 2.4                       | 1.8                       | 5.0                       | 3.8                       | 5.1                       | NC      | NC              | 30            | 65      | 202     | $464                |
| Core i9              | 12900T  | 8 (16)          | 8 (8)           | 1.4                       | 1.0                       | 4.8                       | 3.6                       | 4.9                       | UHD 770 | 1.55            | 30            | 35      | 106     | $489                |
| Core i7              | 12700K  | 8 (16)          | 4 (4)           | 3.6                       | 2.7                       | 4.9                       | 3.8                       | 5.0                       | UHD 770 | 1.50            | 25            | 125     | 190     | $409                |
| Core i7              | 12700KF | 8 (16)          | 4 (4)           | 3.6                       | 2.7                       | 4.9                       | 3.8                       | 5.0                       | NC      | NC              | 25            | 125     | 190     | $384                |
| Core i7              | 12700   | 8 (16)          | 4 (4)           | 2.1                       | 1.6                       | 4.8                       | 3.6                       | 4.9                       | UHD 770 | 1.50            | 25            | 65      | 180     | $339                |
| Core i7              | 12700F  | 8 (16)          | 4 (4)           | 2.1                       | 1.6                       | 4.8                       | 3.6                       | 4.9                       | NC      | NC              | 25            | 65      | 180     | $314                |
| Core i7              | 12700T  | 8 (16)          | 4 (4)           | 1.4                       | 1.0                       | 4.6                       | 3.4                       | 4.7                       | UHD 770 | 1.50            | 25            | 35      | 99      | $339                |
| Core i5              | 12600K  | 6 (12)          | 4 (4)           | 3.7                       | 2.8                       | 4.9                       | 3.6                       | NC                        | UHD 770 | 1.45            | 20            | 125     | 150     | $289                |
| Core i5              | 12600KF | 6 (12)          | 4 (4)           | 3.7                       | 2.8                       | 4.9                       | 3.6                       | NC                        | NC      | NC              | 20            | 125     | 150     | $264                |
| Core i5              | 12600   | 6 (12)          | NC              | 3.3                       | NC                        | 4.8                       | NC                        | NC                        | UHD 770 | 1.45            | 18            | 65      | 117     | $223                |
| Core i5              | 12600T  | 6 (12)          | NC              | 2.1                       | NC                        | 4.6                       | NC                        | NC                        | UHD 770 | 1.45            | 18            | 35      | 74      | $223                |
| Core i5              | 12500   | 6 (12)          | NC              | 3.0                       | NC                        | 4.6                       | NC                        | NC                        | UHD 770 | 1.45            | 18            | 65      | 117     | $202                |
| Core i5              | 12500T  | 6 (12)          | NC              | 2.0                       | NC                        | 4.4                       | NC                        | NC                        | UHD 770 | 1.45            | 18            | 35      | 74      | $202                |
| Core i5              | 12490F  | 6 (12)          | NC              | 3.0                       | NC                        | 4.6                       | NC                        | NC                        | NC      | NC              | 20            | 65      | 117     | Chine exclusivement |
| Core i5              | 12400   | 6 (12)          | NC              | 2.5                       | NC                        | 4.4                       | NC                        | NC                        | UHD 730 | 1.45            | 18            | 65      | 117     | $192                |
| Core i5              | 12400F  | 6 (12)          | NC              | 2.5                       | NC                        | 4.4                       | NC                        | NC                        | NC      | NC              | 18            | 65      | 117     | $167                |
| Core i5              | 12400T  | 6 (12)          | NC              | 1.8                       | NC                        | 4.2                       | NC                        | NC                        | UHD 730 | 1.45            | 18            | 35      | 74      | $192                |
| Core i3              | 12300   | 4 (8)           | NC              | 3.5                       | NC                        | 4.4                       | NC                        | NC                        | UHD 730 | 1.45            | 12            | 60      | 89      | $143                |
| Core i3              | 12300T  | 4 (8)           | NC              | 2.3                       | NC                        | 4.2                       | NC                        | NC                        | UHD 730 | 1.45            | 12            | 35      | 69      | $143                |
| Core i3              | 12100   | 4 (8)           | NC              | 3.3                       | NC                        | 4.3                       | NC                        | NC                        | UHD 730 | 1.40            | 12            | 60      | 89      | $122                |
| Core i3              | 12100F  | 4 (8)           | NC              | 3.3                       | NC                        | 4.3                       | NC                        | NC                        | NC      | NC              | 12            | 58      | 89      | $97                 |
| Core i3              | 12100T  | 4 (8)           | NC              | 2.2                       | NC                        | 4.1                       | NC                        | NC                        | UHD 730 | 1.40            | 12            | 35      | 69      | $122                |
| Pentium Gold         | G7400   | 2 (4)           | NC              | 3.7                       | NC                        | NC                        | NC                        | NC                        | UHD 710 | 1.35            | 6             | 46      | NC      | $64                 |
| Pentium Gold         | G7400T  | 2 (4)           | NC              | 3.1                       | NC                        | NC                        | NC                        | NC                        | UHD 710 | 1.35            | 6             | 35      | NC      | $64                 |
| Celeron              | G6900   | 2 (2)           | NC              | 3.4                       | NC                        | NC                        | NC                        | NC                        | UHD 710 | 1.3             | 4             | 46      | NC      | $42                 |
| Celeron              | G6900T  | 2 (2)           | NC              | 2.8                       | NC                        | NC                        | NC                        | NC                        | UHD 710 | 1.3             | 4             | 35      | NC      | $42                 |

### Processeurs pour ordinateurs portables

#### Alder Lake-H
| Marque de processeur | Modèle  | Cœurs (threads) | Cœurs (threads) | Fréquence d'horloge (GHz) | Fréquence d'horloge (GHz) | Fréquence d'horloge (GHz) | Fréquence d'horloge (GHz) | Iris Xe Graphics | Iris Xe Graphics | Cache L3 (Mo) | TDP (W) | TDP (W) | Prix (USD) |
| Marque de processeur | Modèle  | Cœurs (threads) | Cœurs (threads) | Base                      | Base                      | Turbo Boost 2.0           | Turbo Boost 2.0           | Iris Xe Graphics | Iris Xe Graphics | Cache L3 (Mo) | TDP (W) | TDP (W) | Prix (USD) |
| Marque de processeur | Modèle  | P               | E               | P                         | E                         | P                         | E                         | UE               | Fréq. max (GHz)  | Cache L3 (Mo) | Base    | Turbo   | Prix (USD) |
| -------------------- | ------- | --------------- | --------------- | ------------------------- | ------------------------- | ------------------------- | ------------------------- | ---------------- | ---------------- | ------------- | ------- | ------- | ---------- |
| Core i9              | 12900HK | 6 (12)          | 8 (8)           | 2.5                       | 1.8                       | 5.0                       | 3.8                       | 96               | 1.45             | 24            | 45      | 115     | $635       |
| Core i9              | 12900H  | 6 (12)          | 8 (8)           | 2.5                       | 1.8                       | 5.0                       | 3.8                       | 96               | 1.45             | 24            | 45      | 115     | $617       |
| Core i7              | 12800H  | 6 (12)          | 8 (8)           | 2.4                       | 1.8                       | 4.8                       | 3.7                       | 96               | 1.4              | 24            | 45      | 115     | $457       |
| Core i7              | 12700H  | 6 (12)          | 8 (8)           | 2.3                       | 1.7                       | 4.7                       | 3.5                       | 96               | 1.4              | 24            | 45      | 115     | $457       |
| Core i7              | 12650H  | 6 (12)          | 4 (4)           | 2.3                       | 1.7                       | 4.7                       | 3.5                       | 64               | 1.4              | 24            | 45      | 115     | $457       |
| Core i5              | 12600H  | 4 (8)           | 8 (8)           | 2.7                       | 2.0                       | 4.5                       | 3.3                       | 80               | 1.4              | 18            | 45      | 95      | $311       |
| Core i5              | 12500H  | 4 (8)           | 8 (8)           | 2.5                       | 1.8                       | 4.5                       | 3.3                       | 80               | 1.3              | 18            | 45      | 95      | $311       |
| Core i5              | 12450H  | 4 (8)           | 4 (4)           | 2.0                       | 1.5                       | 4.4                       | 3.3                       | 48               | 1.2              | 12            | 45      | 95      | $311       |

#### Alder Lake-P
| Marque de processeur | Modèle | Cœurs (threads) | Cœurs (threads) | Fréquence d'horloge (GHz) | Fréquence d'horloge (GHz) | Fréquence d'horloge (GHz) | Fréquence d'horloge (GHz) | Iris Xe Graphics | Iris Xe Graphics | Cache L3 (Mo) | TDP (W) | TDP (W) | Prix (USD) |
| Marque de processeur | Modèle | Cœurs (threads) | Cœurs (threads) | Base                      | Base                      | Turbo Boost 2.0           | Turbo Boost 2.0           | Iris Xe Graphics | Iris Xe Graphics | Cache L3 (Mo) | TDP (W) | TDP (W) | Prix (USD) |
| Marque de processeur | Modèle | P               | E               | P                         | E                         | P                         | E                         | UE               | Fréq. max (GHz)  | Cache L3 (Mo) | Base    | Turbo   | Prix (USD) |
| -------------------- | ------ | --------------- | --------------- | ------------------------- | ------------------------- | ------------------------- | ------------------------- | ---------------- | ---------------- | ------------- | ------- | ------- | ---------- |
| Core i7              | 1280P  | 6 (12)          | 8 (8)           | 1.8                       | 1.3                       | 4.8                       | 3.6                       | 96               | 1.45             | 24            | 28      | 64      | $482       |
| Core i7              | 1270P  | 4 (8)           | 8 (8)           | 2.2                       | 1.6                       | 4.8                       | 3.5                       | 96               | 1.40             | 18            | 28      | 64      | $438       |
| Core i7              | 1260P  | 4 (8)           | 8 (8)           | 2.1                       | 1.5                       | 4.7                       | 3.4                       | 96               | 1.40             | 18            | 28      | 64      | $438       |
| Core i5              | 1250P  | 4 (8)           | 8 (8)           | 1.7                       | 1.2                       | 4.4                       | 3.3                       | 80               | 1.40             | 12            | 28      | 64      | $320       |
| Core i5              | 1240P  | 4 (8)           | 8 (8)           | 1.7                       | 1.2                       | 4.4                       | 3.3                       | 80               | 1.30             | 12            | 28      | 64      | $320       |
| Core i3              | 1220P  | 2 (4)           | 8 (8)           | 1.5                       | 1.1                       | 4.4                       | 3.3                       | 64               | 1.10             | 12            | 28      | 64      | $281       |

#### Alder Lake-U
| Marque de processeur | Modèle | Cœurs (threads) | Cœurs (threads) | Fréquence d'horloge de base | Fréquence d'horloge de base | Turbo Boost 2.0 | Turbo Boost 2.0 | Iris Xe Graphics | Iris Xe Graphics | Cache L3 Mo | TDP (W) | TDP (W) | Prix (USD) |
| Marque de processeur | Modèle | P               | E               | P                           | E                           | P               | E               | UE               | Fréq. max        | Cache L3 Mo | Base    | Turbo   | Prix (USD) |
| -------------------- | ------ | --------------- | --------------- | --------------------------- | --------------------------- | --------------- | --------------- | ---------------- | ---------------- | ----------- | ------- | ------- | ---------- |
| Core i7              | 1265U  | 2 (4)           | 8 (8)           | 1.8 GHz                     | 1.3 GHz                     | 4.8 GHz         | 3.6 GHz         | 96               | 1.25 GHz         | 12          | 15      | 55      | $426       |
| Core i7              | 1260U  | 2 (4)           | 8 (8)           | 1.1 GHz                     | 0.8 GHz                     | 4.7 GHz         | 3.5 GHz         | 96               | 0.9 GHz          | 12          | 9       | 29      |            |
| Core i7              | 1255U  | 2 (4)           | 8 (8)           | 1.7 GHz                     | 1.2 GHz                     | 4.7 GHz         | 3.5 GHz         | 96               | 1.25 GHz         | 12          | 15      | 55      | $426       |
| Core i7              | 1250U  | 2 (4)           | 8 (8)           | 1.1 GHz                     | 0.8 GHz                     | 4.7 GHz         | 3.5 GHz         | 96               | 0.9 GHz          | 12          | 9       | 29      |            |
| Core i5              | 1245U  | 2 (4)           | 8 (8)           | 1.6 GHz                     | 1.2 GHz                     | 4.4 GHz         | 3.3 GHz         | 80               | 1.2 GHz          | 12          | 15      | 55      | $309       |
| Core i5              | 1240U  | 2 (4)           | 8 (8)           | 1.1 GHz                     | 0.8 GHz                     | 4.4 GHz         | 3.3 GHz         | 80               | 0.9 GHz          | 12          | 9       | 29      |            |
| Core i5              | 1235U  | 2 (4)           | 8 (8)           | 1.3 GHz                     | 0.9 GHz                     | 4.4 GHz         | 3.3 GHz         | 80               | 1.2 GHz          | 12          | 15      | 55      | $309       |
| Core i5              | 1230U  | 2 (4)           | 8 (8)           | 1.0 GHz                     | 0.7 GHz                     | 4.4 GHz         | 3.3 GHz         | 80               | 0.9 GHz          | 12          | 9       | 29      |            |
| Core i3              | 1215U  | 2 (4)           | 4 (4)           | 1.2 GHz                     | 1.2 GHz                     | 4.4 GHz         | 3.3 GHz         | 64               | 1.1 GHz          | 10          | 15      | 55      | $281       |
| Core i3              | 1210U  | 2 (4)           | 4 (4)           | 1.0 GHz                     | 0.7 GHz                     | 4.4 GHz         | 3.3 GHz         | 64               | 0.85 GHz         | 10          | 9       | 29      |            |
| Pentium              | 8505   | 1 (2)           | 4 (4)           | 1.2 GHz                     | 0.9 GHz                     | 4.4 GHz         | 3.3 GHz         | 48               | 0.9 GHz          | 8           | 15      | 55      | $161       |
| Pentium              | 8500   | 1 (2)           | 4 (4)           | 1.0 GHz                     | 0.7 GHz                     | 4.4 GHz         | 3.3 GHz         | 48               | 0.7 GHz          | 8           | 9       | 29      |            |
| Celeron              | 7305   | 1 (1)           | 4 (4)           | 1.1 GHz                     | 0.9 GHz                     | NC              | NC              | 48               | 0.9 GHz          | 8           | 15      | 55      | $107       |
| Celeron              | 7300   | 1 (1)           | 4 (4)           | 1.0 GHz                     | 0.7 GHz                     | NC              | NC              | 48               | 0.7 GHz          | 8           | 9       | 29      |            |